# Grand National
El Aintree Grand National es una competición ecuestre, la carrera de obstáculos más importante de las que se celebran en el Reino Unido. Se realiza en el hipódromo de Aintree en la ciudad de Liverpool.
Esta competición surgió de la tradición de la caza. En Inglaterra, a partir de mediados del siglo XVIII, los prados abiertos se delimitaron con cercados y setos que tenían que saltarse durante un día de caza. Algunos jinetes, deseando demostrar que su "saltador" o "cazador" era el más veloz, empezaron a organizar carreras entre los puntos de referencia más usuales a nivel local: los campanarios de las iglesias.
La primera carrera de obstáculos se celebró en 1803, cuando los jóvenes oficiales se desafiaron a correr en plena noche. Encima de sus uniformes vestían pijamas y gorros de dormir.
Oficialmente la primera vez que se celebró fue en Aintree, cerca de Liverpool, en 1839. En ella participaron 17 competidores, que galoparon a lo largo de 6 km de campos de cultivo que incluían pequeños terraplenes, el vallado de un par de rediles de ovejas y tres grandes obstáculos: un muro y dos arroyos.

## Descripción de la carrera
La carrera se celebra anualmente un sábado por la tarde a principios de abril. 
Los caballos tienen que ser resistentes, disciplinados e inteligentes: han de saltar 30 enormes obstáculos y galopar a lo largo de un duro recorrido de 6,907 km, es decir, kilómetro y medio más de la distancia habitual en otras pruebas similares.
La carrera consiste en dar dos vueltas al circuito de Aintree, con 16 obstáculos en la primera y 14 en la segunda, al eliminarse en ésta dos: la silla y el salto del agua.
Puede haber hasta 40 caballos en competición, que unidos a los que continúan galopando sin jinete hasta la meta hacen del Grand National una carrera muy arriesgada.

## Leyendas de la carrera

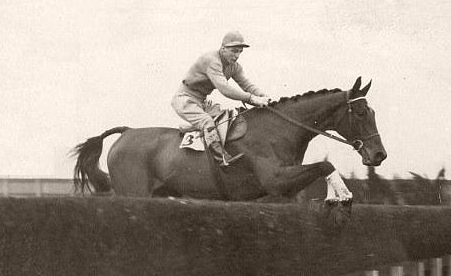
Golden Miller, 1934.

El primer ganador, en 1839, fue Lottery, montado por Jem Mason.
El primer caballo en repetir victoria, y en dos años consecutivos (1850 y 1851) fue Abd-El-Kader.
La mayor leyenda del Grand National es el caballo Red Rum, ganador en tres ediciones: 1973, 1974 y 1977.
El ganador más sorprendente fue Foinavon, en 1967, ya que fue el único caballo lo bastante retrasado como para evitar una colisión de todos los demás participantes en el obstáculo 23. Se pagó 100 a 1. Mon mome en el 2009 también pago 100 a 1. 
La carrera no se disputó entre los años 1916 y 1918 ni entre 1941 y 1945, con motivo de las Guerras Mundiales.
La edición de 1993 se declaró desierta, debido a los múltiples problemas surgidos antes y durante la carrera.

## Últimos ganadores
- 2025 Nick Rockett
- 2024 I Am Maximus
- 2023 Corach Rambler
- 2022 Noble Yeats
- 2021 Minella Times con la jinete Rachael Blackmore (primera mujer ganadora en la historia)
- 2020 Cancelada por la pandemia de Covid-19
- 2019 Tiger Roll
- 2018 Tiger Roll
- 2017 One For Arthur
- 2016 Rule The World
- 2015 Many Clouds
- 2014 Pineau De Re
- 2013 Aurora's Encore
- 2012 Neptune Collonges
- 2011 Ballabriggs
- 2010 Don't Push up
- 2009 Mon Mome
- 2008 Comply Or Die
- 2007 Silver Birch
- 2006 Numbersixvalverde
- 2005 Hedgehunter
- 2004 Amberleigh House
- 2003 Monty's Pass
- 2002 Bindaree
- 2001 Red Marauder
- 2000 Papillon
- 1999 Bobbyjo
- 1998 Earth Summit
- 1997 Lord Gyllene
- 1996 Rough Quest
- 1995 Royal Athlete
- 1994 Miinnehoma
- 1993 Carrera declarada desierta
- 1992 Party Politics
- 1991 Seagram
- 1990 Mr. Frisk
- 1989 Little Polveir
- 1988 Rhyme 'n' Reason
- 1987 Maori Venture
- 1986 West Tip
- 1985 Last Suspect
- 1984 Hallo Dandy
- 1983 Corbiere
- 1982 Grittar
- 1981 Aldaniti
- 1980 Ben Nevis
- 1979 Rubstic
- 1978 Lucius
- 1977 Red Rum
- 1976 Rag Trade
- 1975 L'escargot